# Ribbing (adelsätt)
Ribbing är en månghövdad svensk uradelsätt vars historia enligt osäkra källor påstås gå tillbaka till 900-talet. Ätten Ribbing antas vara gren av Porseätten, på grund av att de tillhör sjöbladsätterna. Vapen: blå vapensköld med tre gula sjöblad.

## Historia
En halländsk Ribbingssläkt omtalas första gången 1295, i ett brev daterat i Lund den 23 juli. I detta brev skänker Seved Knutsson sin gård i Halmstad till en Nils Tynde. I brevet finns Seved Knutssons sigill med hans vapen bestående av tre sjöblad; dessa har kommit att ingå i ribbingarnas vapen. År 1302 fråndömdes Seved Knutsson sitt arv efter brodern Arvid, och kallas då Sigvid Ribbing. 
En Sigvid Bengtsson som 1314 var häradshövding i Marks härad brukar även sjöbladsvapnet. Han har antagits vara far till en Knut Sigvidsson (död efter 1341) som även hade fäderneärvd jord i Marks härad och på sin gravsten i  Värnhems kloster förde samma vapen. Han har identifierats med den Knut Sigvidsson vilken liksom sin bror Bengt Sigvidsson tillsammans med bland andra Knut Porse 1325 utfärdade brev om förlikning med den nederländska staden Kampen, där en gemensam släkting till dem blivit dräpt.
Knut Sigvidssons hustru Elena Abjörnsdotter (Sparre) var halvsyster till ätten Oxenstiernas anfader, frälsemannen Nils Torstensson.
Sigvid Ribbings relationer till de ovan beskrivna Ribbingarna är okänd.
Den svenska Ribbingsläkten omtalas första gången i början av 1400-talet. Den tidigast säkert fastslagne stamfadern till nuvarande ätt är häradshövdingen i Marks härad i Västergötland, Peder Ribbing (död efter 1474).
Släkten introducerades i riddarhuset år 1625 som ätt nummer 15.

## Grenar
I nutiden finns två olika grenar av släkten Ribbing, Ulfsnäsgrenen och Österbygrenen. De andra grenarna som fanns förut har med tiden dött ut. Släkten Ribbing har även blivit introducerad som friherrar med grenarna Ribbing af Zernava (nr 40) och Ribbing af Koberg (nr 216). Ribbing af Zernava utgick år 1882 och Ribbing af Koberg utgick 1883. En släktgren introducerades även som grevlig ätt år 1779 men utgick 1792.

## Stamtavla över kända ättlingar

### Äldre generationerna
- Knut Pedersson Ribbing (död 1518), väpnare, riksråd, häradshövding i Marks härad, Västergötland, lagman i Norrland. Son till Peder Pedersson Ribbing och Kristin Gustavsdotter Sparre (Tre Rosor).
  - Peder Knutsson Ribbing (död 1521), avrättad av Kristian II i efterdyningarna av Stockholms blodbad
  - Lindorm Knutsson Ribbing (död 1521), avrättad av Kristian II tillsammans med sina två minderåriga barn
  - Nils Knutsson Ribbing (död 1580), son till Knut Pedersson Ribbing och Kerstin Gustavsdotter Stierna.
  - Sven Knutsson Ribbing (död 1577), ägare till Fästereds gods
    - Bengt Svensson Ribbing (1541–1594), riksråd
    - Peder Ribbing (1544–1604), ståthållare
      - Lindorm Ribbing (1569–1627), godsägare, riksråd och militär
        - Per Ribbing (1606–1664), godsägare, riksråd och militär, stamfader för friherrliga ätten Ribbing af Zernava
          - Leonard Ribbing (1638–1687), landshövding
            - Conrad Ribbing (1671–1736), landshövding, friherre

      - Erik Ribbing (1577–1623), kammarjunkare, häradshövding, stamfader för Österbygrenen (se nedan), vilken även utgrenat sig i friherrliga ätten Ribbing af Koberg och grevliga ätten Ribbing
      - Christoffer Ribbing (1583–1655), ståthållare, stamfader för Ulvsnäs ättegren (se nedan)

    - Seved Svensson Ribbing (1552–1613), riksråd, riksskattmästare
      - Sven Ribbing (1588–1640), hovråd, stamfader för Grensholms ättegren (se nedan)
      - Elisabet Ribbing (1596–1662)

    - Erik Ribbing (1558–1612), riksråd, lagman
      - Bengt Eriksson Ribbing (1609–1653), landshövding i Jönköpings län

### Österby ättegren
- Erik Ribbing (1577–1623), kammarjunkare, häradshövding, son till Peder Ribbing f 1544 (se ovan)
  - Gustaf Ribbing (1613–1693), landshövding
    - Bengt Ribbing (död 1722), överste
      - Gustaf Ribbing (1687–1737), överstelöjtnant
        - Bengt Reinhold Ribbing (1729–1794), löjtnant
          - Carl Gustaf Ribbing (1769–1827), major
            - Gustaf Edvard Ribbing (1804–1882), expeditionssekreterare
              - Seved Ribbing (1845–1921), professor, gift med Maria Ribbing, lärare, filantrop
                - Lännart Ribbing (1876–1938), zoolog och författare

              - Lennart Ribbing (1847–1924), fil dr
                - Sigurd Ribbing (1879–1934), generaldirektör
                - Olof Ribbing (1887–1964), officer, gift 2) Gerd Ribbing, författare, journalist och etikettexpert
                  - Pehr Ribbing (1911–1961), officer, gift med Lilian Ribbing, ogift Thiel, simmare
                    - Magdalena Ribbing (1940–2017), författare, journalist, etikettexpert, gift med Thomas Hempel, radiojournalist

              - Gustaf Ribbing (1849–1942), justitieombudsman
                - Seved Ribbing (1902–1993), läkare, docent

          - Boo Gustaf Ribbing (1785–1850), hovpredikant

  - Bengt Ribbing (död 1642), kapten, stamfader för Vargarns ättegren (se nedan)

### Ulvsnäs ättegren
- Christoffer Ribbing (1583–1655), ståthållare, son till Peder Ribbing (se ovan)
  - Arvid Ribbing (1620–1678), överste
    - Per Ribbing (1662–1727), kapten
      - Arvid Gustaf Ribbing (1709–1789), fänrik
        - Per Ribbing (1750–1829), kapten
          - Seved Ribbing (1784–1819), häradshövding
            - Sigurd Ribbing (1816–1899), professor och riksdagsman

          - Bengt Ribbing (1789–1866), ryttmästare
            - Carl Ribbing (1826–1899), hovmarskalk
              - Bo Ribbing (1858–1936), överstelöjtnant
                - Herbert Ribbing (1897–1985), diplomat
                - Stig Ribbing (1904–2002), pianist, pianopedagog och professor, gift med Maria Edenhofer, operasångare

              - Gustaf Ribbing (1862–1918), läkare
                - Dag Ribbing (1898–1980), arkitekt
                  - Lennart Ribbing (1927–1993), arkitekt
                    - Anna Ribbing (född 1964), författare, producent och kulturvetare

                - Hans Ribbing (1908–1972), läkare, en tid gift med Barbro Ribbing (ogift Lieberg, 1920–2004), skådespelare

          - Arvid Ribbing (1794–1865), häradshövding
            - Sofie Ribbing (1835–1894), konstnär

### Vargarns ättegren (en gren av Österbygrenen)
- Bengt Ribbing (död 1642), kapten, stamfader för Vargarns ättegren, son till Erik Ribbing (se Östergygrenen)
  - Johan Ribbing (död 1700), generalmajor
    - Bengt Johansson Ribbing (1686–1741), friherre (1731), generalmajor, landshövding, friherrliga ätten Ribbing af Koberg
      - Fredrik Ribbing af Koberg, greve Ribbing (1721–1783), greve (1778), riksråd, grevliga ätten Ribbing
        - Adolph Ribbing, senare Adolph de Leuven (1765–1843), greve, politiker, landsförvisad efter att deltagit i mordet på Gustav III

### Grensholms ättegren
- Sven Ribbing (1588–1640), hovråd, stamfader för Grensholms ättegren, son till Seved Svensson Ribbing (se ovan)
  - Thure Ribbing (1619–1656), landshövding
    - Sven Ribbing (1652–1711), lagman, vice häradshövding

## Kronologisk lista

### Gifta och infödda i ätten i kronologisk ordning
- Peder Ribbing (1400-talet) – levde 1396, var väpnare och gjorde pilgrimsresa till Jerusalem 1402. I Sverige var han lagman över Lappmarken.
- Knut Pedersson Ribbing – födelseår okänt, död 1518, var en svensk väpnare, riksråd, häradshövding i Marks härad, Västergötland, lagman i Norrland. Son till Peder Pedersson Ribbing och Kristin Gustavsdotter Sparre (Tre Rosor).
- Lindorm Knutsson Ribbing – födelseår okänt, avrättad 23 december 1521 av Kristian II tillsammans med sina två minderåriga barn, i efterdyningarna av Stockholms blodbad.
- Sven Knutsson Ribbing – Sven Knutsson Ribbing, ägare till Fästereds gods. död 1577
- Nils Knutsson Ribbing – död 1580. Son till Knut Pedersson Ribbing och Kerstin Gustavsdotter Stierna.
- Bengt Svensson Ribbing – född 1541, död 1594, riksråd.
- Seved Ribbing – född 1552, död 1613, riksråd och riksskattmästare
- Peder Ribbing (1544–1604) – ståthållare
- Lindorm Ribbing – född 25 april 1569 på Svansö säteri i Älvsborgs län, död 1 april 1627, var en svensk inflytelserik godsägare, riksråd och militär.
- Elisabet Ribbing – född 1 januari 1596 på Fästered, Finnekumla i f.d. Älvsborgs län, död 24 april 1662 på Klagstorp, N:a Kyrketorp i f.d. Skaraborgs län.
- Bengt Eriksson Ribbing – född 1609, död 1653, landshövding i Jönköpings län 1645-1653.
- Per Ribbing – född 10 juni 1606 i Vadstena, död 14 april 1664 i Boxholm, var en svensk inflytelserik godsägare, riksråd och militär.
- Sven Ribbing – född 1 januari 1652 i Korsholm socken, Österbotten, död 20 mars 1711, begravd 4 oktober 1711 i Östra Skrukeby kyrka, Östergötland.
- Conrad Ribbing – född 7 januari 1671 i Stockholm, död 17 oktober 1736 i Stockholm, begravd 20 oktober 1736 i Klara kyrka, var landshövding, friherre.
- Bengt Johansson Ribbing – född 1686, död 1741, friherre (1731), generalmajor, landshövding i Göteborgs och Bohus län 1730–1741.
- Fredrik Ribbing – född 1721, död 11 oktober 1783, greve (1778), riksråd.
- Adolph Ribbing, senare Adolph de Leuven – född 10 januari 1765 i Stockholm, död 1 april 1843 i Paris, greve, politiker. Blev landsförvisad efter att deltagit i mordet på Gustav III.
- Sigurd Ribbing – född 1816, död 1899, professor och riksdagsman
- Axel Ribbing – född 1859, död 1935, överste och chef för Skånska husarregementet
- Bengt Ribbing – född 1863, död 1927, överste och chef för Bohusläns regemente
- Gerd Ribbing – född Rehn 1889 i Spånga församling i Stockholm var en svensk författare, journalist och etikettexpert.
- Dag Ribbing – född 1898, död 1980, arkitekt vid bland annat Kooperativa Förbundets arkitektkontor.
- Stig Ribbing – född 15 januari 1904 i Jönköping, död 28 september 2002 i Stockholm. Svensk pianist, pianopedagog och professor vid Kungliga Musikhögskolan i Stockholm.
- Barbro Ribbing – född Barbro Lieberg 5 juli 1920 i Göteborg, svensk skådespelare.
- Magdalena Ribbing – född 30 juli 1940 i Oscars församling i Stockholm, död 29 september 2017, svensk författare, journalist, etikettexpert och föreläsare.